# Frans de Cort
Frans Jozef de Cort, född den 21 juni 1834 i Antwerpen, död den 18 januari 1878 i Ixelles, var en flamländsk poet.
de Cort skrev stämningsfulla, noga genomarbetade diktsamlingar som Liederen (2 band, 1857–1859), Zing-Zang (1866) och Liederen (1868). Som översättare blev de Cort känd bland annat genom De schoonste liederen van Robert Burns (1862).